# Física en el mundo islámico medieval

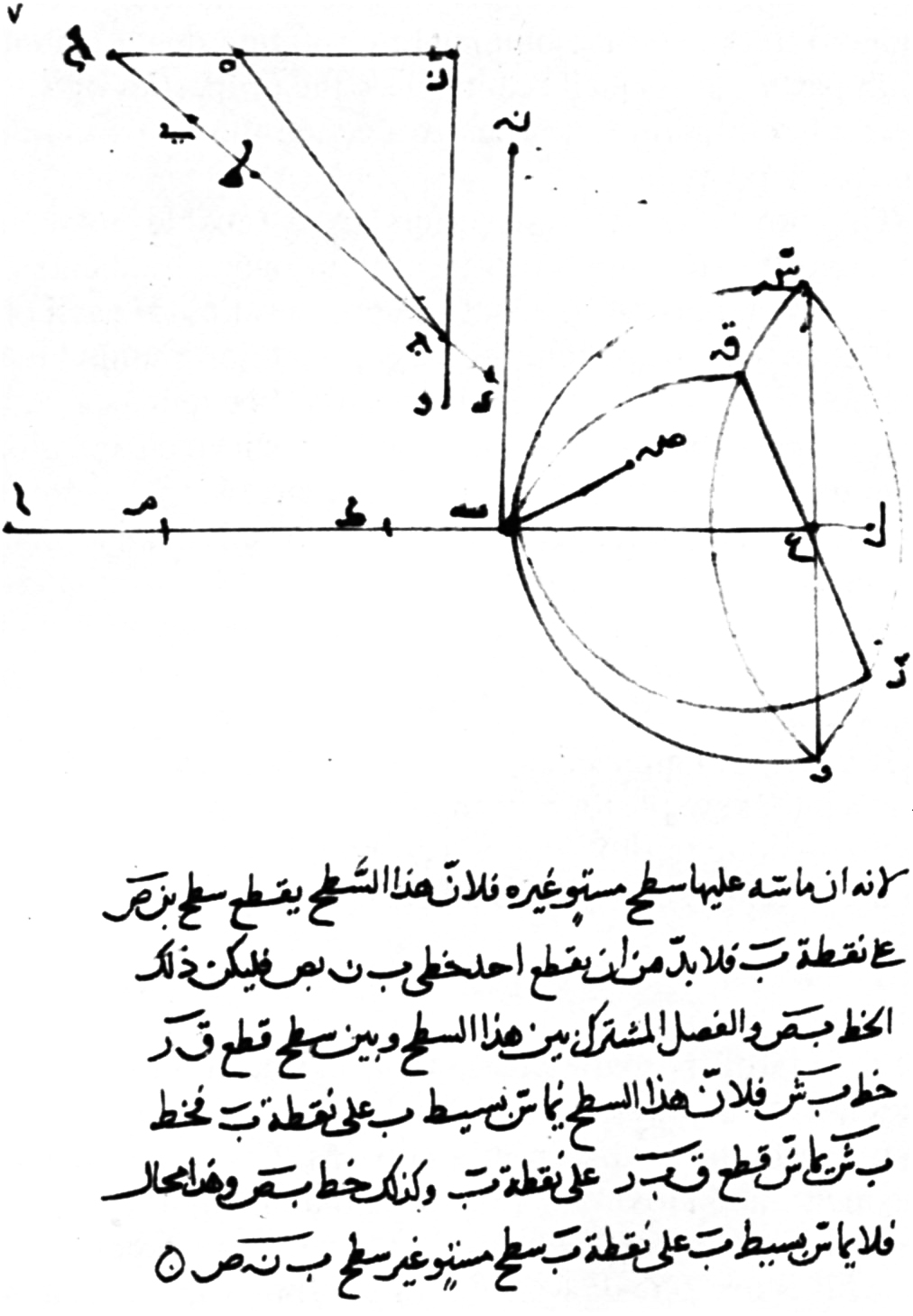
Manuscrito de Ibn Sahl, describiendo las leyes de refracción de la luz

Las ciencias naturales experimentaron un notable avance en la Edad de Oro del islam (entre los siglos VIII y XIII, aproximadamente). En ese periodo los científicos musulmanes introdujeron diversas innovaciones y rescataron textos clásicos griegos (como las obras de Aristóteles, Tolomeo o Euclides).
Durante este período, la teología islámica todavía promovía la búsqueda de conocimiento, juzgando que el espíritu de la ciencia no está en contradicción con los aspectos religiosos. Algunos pensadores musulmanes de este período fueron Al-Farabi, Abu Bishr Matta, Ibn Sina, al-Hassan Ibn al-Haytham y Ibn Bajjah.
Los trabajos de estos autores y los importantes comentarios sobre ellos impulsaron de manera notable la reflexión científica durante el período medieval. La traducción de clásicos grecolatinos al árabe clásico, la lingua franca del período tuvo importantes consecuencias para la ciencia islámica y europea.
La ciencia medieval islámica adoptó la física aristotélica de los griegos y la desarrolló con nuevas observaciones. Sin embargo, en el mundo islámico se apreció la posibilidad de expandir el conocimiento a partir de la observación empírica, y creían que el universo estaba gobernado por un conjunto único de leyes universales. El uso de observaciones empíricas les condujo a la formulación de una forma cruda de método científico.
El estudio de la física en el mundo islámico empezó en Irak y Egipto. Los campos de la física estudiados en ese período incluyen la óptica, la mecánica (incluyendo la estática, la dinámica, la cinemática, la física del movimiento y la astronomía).

## Física
Los científicos musulmanes adoptaron en gran medida la física aristotélica durante la Edad de Oro del islam, si bien la complementaron con observaciones empíricas y anticipando el método científico. En la física aristotélica, la física fue vista con una perfección inferior al conocimiento matemático deductivo, pero se colocó por encima de la astronomía, muchos de cuyos principios podrían derivarse de la física y la metafísica. La principal materia de la física, de acuerdo con Aristóteles era el movimiento y el cambio, y consideraba la existencia de tres factores que afecataban a estos cambios: la cosa subyacente, la privación y la forma. En su Metafísica, Aristóteles expresó que el motor inmóvil era el responsable del movimiento en el cosmos, que los neoplatónicos usaron posteriormente para conjeturar que el cosmos era eterno. Al-Kindi argumentó contra la idea de que el cosmos fuera eterno, y afirmó que la eternidad del mundo conlleva a ciertos absurdos relacionados con la noción de infinito. Al-Kindi afirmó que el cosmos debía tener un origen temporal porque atravesar un infinito era imposible.
Uno de los primeros comentarios sobre la Metafísica de Aristóteles es el debido a Al-Farabi. En su obra este autor argumenta que la metafísica no es algo específico de los objetos naturales, pero al mismo tiempo, la metafísica tiene una universalidad más alta que los objetos naturales.

## Óptica
Un campo de la física, la óptica, se desarrolló rápidamente en este período. En el siglo IX aparecen trabajos sobre la óptica fisiológica, así como sobre la reflexión de la luz y sobre la óptica geométrica. En el siglo XI, Ibn al-Haytham no sólo rechazó la idea griega sobre la visión sino que propuso una nueva teoría diferente. Ibn al-Haytham postuló en su Libro de la Ópitca que la luz se reflejaban en la superficies en diferentes direccivones. Los científicos griegos, como Euclides o Tolomeo habían conjeturado que el ojo emitía corpúsculos hacia el objeto y que rebotaban de nuevo hacia el ojo (ver teoría de la emisión. Ibn Al-Haytham, con esta nueva teoría de la teoría de la óptica fue capaz de estudiar aspectos geométricos del cono de visión, sin necesidad de explicar la fisiología de la percepción. También en su libro de la óptica usó la mecánica para tratar de entender problemas ópticos. Usando proyectiles, observó que los objetos que golpeaban sobre una diana perpendicularmente ejercían mucha más fuerza, que los proyectiles que la golpeaban con un cierto ángulo. Ibn Al-Haytham trató de explicar su descubrimiento para explicar por qué la luz directa daña el ojo, ya que en ese caso la luz incidía perpendicularmente y no de manera oblicua.
Taqī al-Dīn intentó invalidar la creencia de que la luz es emitida desde el ojo y no por el objeto. Argumentó que, si corpúsculos de visión eran emitidos desde los ojos a una velocidad constante, se tardaría mucho tiempo en iluminar las estrellas u objetos distantes. Por esa razón, la iluminación debía venir desde los objetos y por eso eran visibles tan pronto como abrimos los ojos.